# Trasa Generalska w Białymstoku
Trasa Generalska – realizowana w latach 2009–2013 północna wewnętrzna obwodnica w Białymstoku. Ostateczne zakończenie inwestycji (węzeł Porosły) ukończono pod koniec 2020 roku. Trasa Generalska prowadzi głównie obrzeżami miasta i jest fragmentem dróg krajowych nr 8 i nr 65 prowadzących (z i do) Warszawy, Lublina, a także do przejść granicznych w Bobrownikach i Budzisku, a droga nr 19 przez przejście graniczne w Kuźnicy do Grodna. Ulicą gen. St. Sosabowskiego (na odcinku od ul. Wasilkowskiej do ul. Kazimierza Wielkiego) przebiega droga wojewódzka nr 676.
Wraz z Trasą Niepodległości (zachodnia) i ul. Konstantego Ciołkowskiego (południowa) Trasa Generalska tworzy wewnętrzną obwodnicę miasta ułatwiając transport mieszkańcom Białegostoku z osiedla na osiedle. Trasa Generalska biegnie ulicami generałów Franciszka Kleeberga, Stanisława Maczka, Władysława Andersa, Nikodema Sulika, Stanisława Sosabowskiego. Trasa jest klasy GP i posiada dwie jezdnie po dwa pasy ruchu (2x7 m) na całej długości, drogi zbiorcze oraz chodniki i ścieżki rowerowe. 12 km trasy wybudowano w latach 2009–2013 kosztem 438 mln zł.

## Węzeł Porosły
Węzeł Porosły zapewniający połączenie drogi ekspresowej S8 z Trasą Generalską (droga krajowa nr 8) i drogą wojewódzką nr 676 (al. Jana Pawła II) wraz z Trasą Niepodległości został otwarty 30 grudnia 2020 roku.
Fragment drogi krajowej nr 8, biegnący fragmentem ul. F. Kleeberga, od granicy miasta przez skrzyżowanie z drogą wojewódzką 676 we wsi Porosły do drogi S8 został przebudowywany w drogę dwujezdniową po dwa pasy ruchu (2x7m) z bezkolizyjnym węzłem. W ramach inwestycji przebudowano fragment DW676 na odcinku od Trasy Niepodległości oraz wybudowano bezkolizyjne skrzyżowanie z ul. Elewatorską. Dla zapewnienia prawidłowej dostępności wybudowano po obu stronach drogi zbiorcze. Na całej długości przewidziano funkcjonowanie komunikacji zbiorowej. Wybudowano również chodniki i ścieżki rowerowe. Koszt inwestycji wyniósł ponad 277 mln zł.
W ramach przebudowy wybudowano pięć obiektów inżynieryjnych: estakadę w ciągu drogi krajowej nr 8 w Porosłach, wiadukt na skrzyżowaniu drogi krajowej nr 8 i drogi wojewódzkiej nr 676, estakadę nad skrzyżowaniem z ul. Elewatorską, dwa wiadukty nad linią kolejową nr 38 Białystok-Bartoszyce (w ciągu al. Jana Pawła II oraz ul. gen. F. Kleeberga).

## Przebieg trasy

### Gen. F. Kleeberga
Znajdują się tam następujące węzły drogowe:
- z ulicą Przędzialnianą i H. Kołłątaja z estakadą nad rondem mjr. Antoniego Wiszowatego)
- z ulicą Narodowych Zbrojnych i Szosą Ełcką z estakadą nad rondem Pamięci Męczeństwa Kresowian[6].

### Gen. St. Maczka
Ponad 4 km drogi za 158 mln złotych, w ramach przebudowy powstały:
- Węzły komunikacyjne:
  - z ul. 1000-lecia Państwa Polskiego i gen. Wł. Andersa z estakadą nad rondem im. Krzysztofa Putry na kierunku głównym ulicy gen. St. Maczka,
  - z ul. Świętokrzyską z estakadą nad rondem Jana Nowaka-Jeziorańskiego na kierunku głównym ulicy gen. St. Maczka,
- Wiadukty: 
  - w ul. Lodowej 1x2 pasy ruchu z chodnikiem i ścieżką rowerową
  - wiadukt nad torami PKP relacji Białystok – Kuźnica (w ul. gen. St. Maczka).
- Most nad rz. Białą dla drugiej jezdni.
- Tunel pod rondem przy Auchan na ulicy Produkcyjnej w ciągu ulicy gen. St. Maczka .

### Gen. Wł. Andersa
Przebudowana w latach 2012/2013 ul. gen. Wł. Andersa.
W ramach przebudowy drogi zostały wybudowane następujące węzły komunikacyjne i inne obiekty inżynieryjne:
- Węzeł z aleją Tysiąclecia Państwa Polskiego z estakadą nad rondem im. Krzysztofa Putry. Kierunek główny to ul. gen. Andersa.
- Węzeł z ulicą Bitwy Białostockiej (dawniej I Armii Wojska Polskiego) z estakadą nad rondem Pamięci Bieżeństwa 1915 roku.
- Węzeł z ulicą Wasilkowską z tunelem pod rondem Arcybiskupa gen. Mirona Chodakowskiego. Kierunek główny to ul. gen. Wł. Andersa.
- Przejście podziemne dla pieszych łączące giełdę rolną z drugą stroną arterii.
- Kładka dla pieszych w okolicy węzła z ulicą Wasilkowską.

### Gen. St. Sosabowskiego
Wybudowana w 2013 roku ul. gen. Sosabowskiego
Znajduje się na niej skrzyżowanie jednopoziomowe z ulicą 42 Pułku Piechoty wyposażone w sygnalizację świetlną w kierunku głównym ul. gen. Sosabowskiego.

### Gen. N. Sulika
Wybudowana w 2013 roku ul. gen. N. Sulika Wybudowano na niej następujące węzły komunikacyjne:
- Węzeł z ulicą Kazimierza Wielkiego z estakadą nad rondem Żołnierzy Wyklętych na kierunku głównym ul. gen. Sulika.
- Skrzyżowania z sygnalizację świetlną z ulicą Dolistowską i K. Ciołkowskiego
- Skrzyżowanie z ruchem okrężnym (rondo Powstania Styczniowego) w Zaściankach. To właśnie skrzyżowanie kończy trasę Generalską od wschodu.